# Municipio de Piney (condado de Carroll)
El municipio de Piney (en inglés: Piney Township) es un municipio ubicado en el condado de Carroll en el estado estadounidense de Arkansas. En el año 2010 tenía una población de 226 habitantes y una densidad poblacional de 5,4 personas por km².

## Geografía
El municipio de Piney se encuentra ubicado en las coordenadas 36°12′53″N 93°28′58″O / 36.21472, -93.48278. Según la Oficina del Censo de los Estados Unidos, el municipio tiene una superficie total de 41.83 km², de la cual 41,83 km² corresponden a tierra firme y (0 %) 0 km² es agua.

## Demografía
Según el censo de 2010, había 226 personas residiendo en el municipio de Piney. La densidad de población era de 5,4 hab./km². De los 226 habitantes, el municipio de Piney estaba compuesto por el 90,27 % blancos, el 5,75 % eran amerindios y el 3,98 % eran de una mezcla de razas. Del total de la población el 2,65 % eran hispanos o latinos de cualquier raza.